# Авичи-Арена
«Авичи-Арена» (швед. Avicii Arena; ранее известна как Гло́бен — Globen, «глобус») — 85-метровая многоцелевая арена в столице Швеции — Стокгольме. Второе по величине сферическое сооружение в мире. Являлось крупнейшим сферическим сооружением в мире до открытия «Сферы» в американском штате Невада 29 сентября 2023. Место проведения концертов и спортивных мероприятий. Арена находится в микрорайоне Глобен-Сити, созданном специально для неё. Имеет вместимость 16 000 человек во время концертов и 13 850 во время хоккейных матчей.
Арена была построена специально к чемпионату мира по хоккею 1989 года и открыта 19 февраля 1989 года. Олицетворяет собой Солнце в Шведской Солнечной системе, крупнейшей в мире модели Солнечной системы.
2 февраля 2009 года право на владение «Стокгольм Глобен-Ареной» было приобретено шведской телекоммуникационной компанией Ericsson. С тех пор арена стала называться «Эрикссон-Глоб».
19 мая 2021 года Эрикссон-Глоб официально сменил название на «Авичи-Арена», в честь почившего шведского музыканта и диджея Тима Берглинга, известного под творческим псевдонимом Avicii.

## История проекта
Проект «Стокгольм Глобен-Арены» и Глобен-Сити был разработан архитектором Сванте Бергом (швед. Svante Berg) в рамках конкурса на лучший проект нового стадиона, который город Стокгольм объявил в 1985 году. Макет Глобен-Сити, а вместе с ним и «Стокгольм Глобен-Арены», был создан в 1985 году.

## Строительство
Закладка арены состоялась 10 сентября 1986 года. Строительство арены началось осенью того же года. К апрелю 1987 года уже была поставлена четверть каркаса. К июню — половина. В сентябре уже был частично готов сферический купол. В ноябре была подведена проводка для подсветки и уже почти полностью был готов купол арены. В 1988 году арена была полностью построена.

Строительство арены
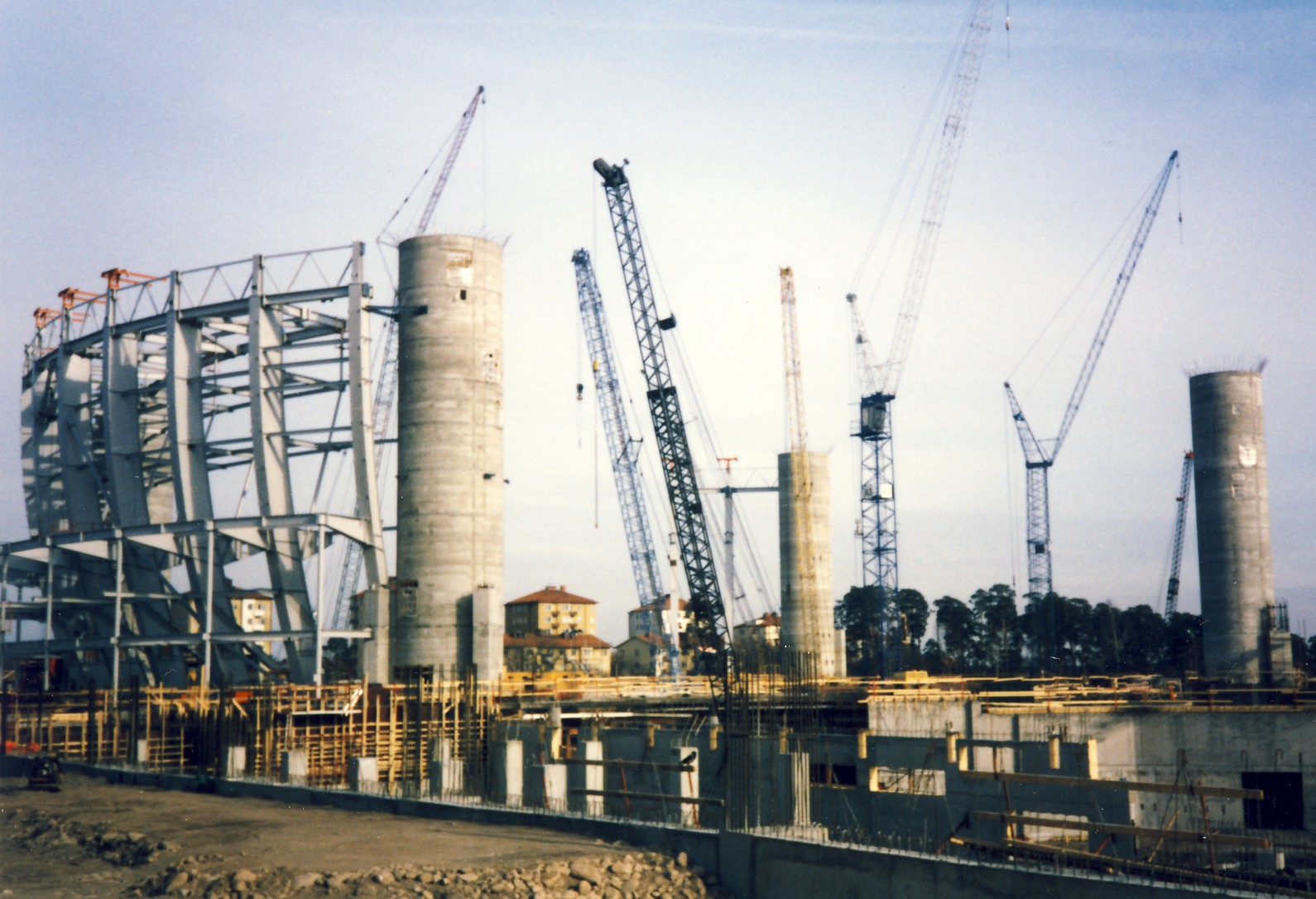
«Глобен» в апреле 1987 года
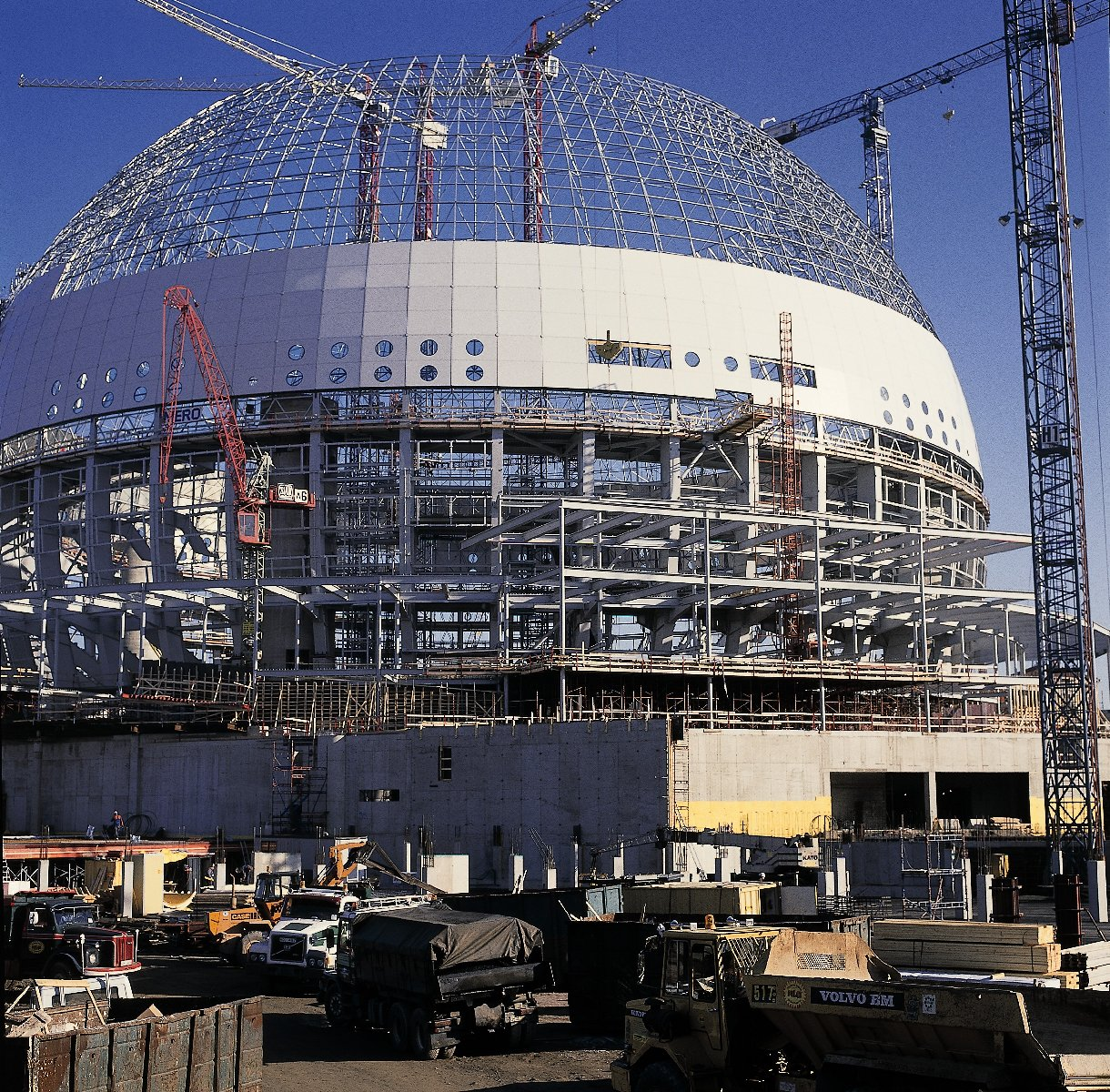
«Глобен» в сентябре 1987 года
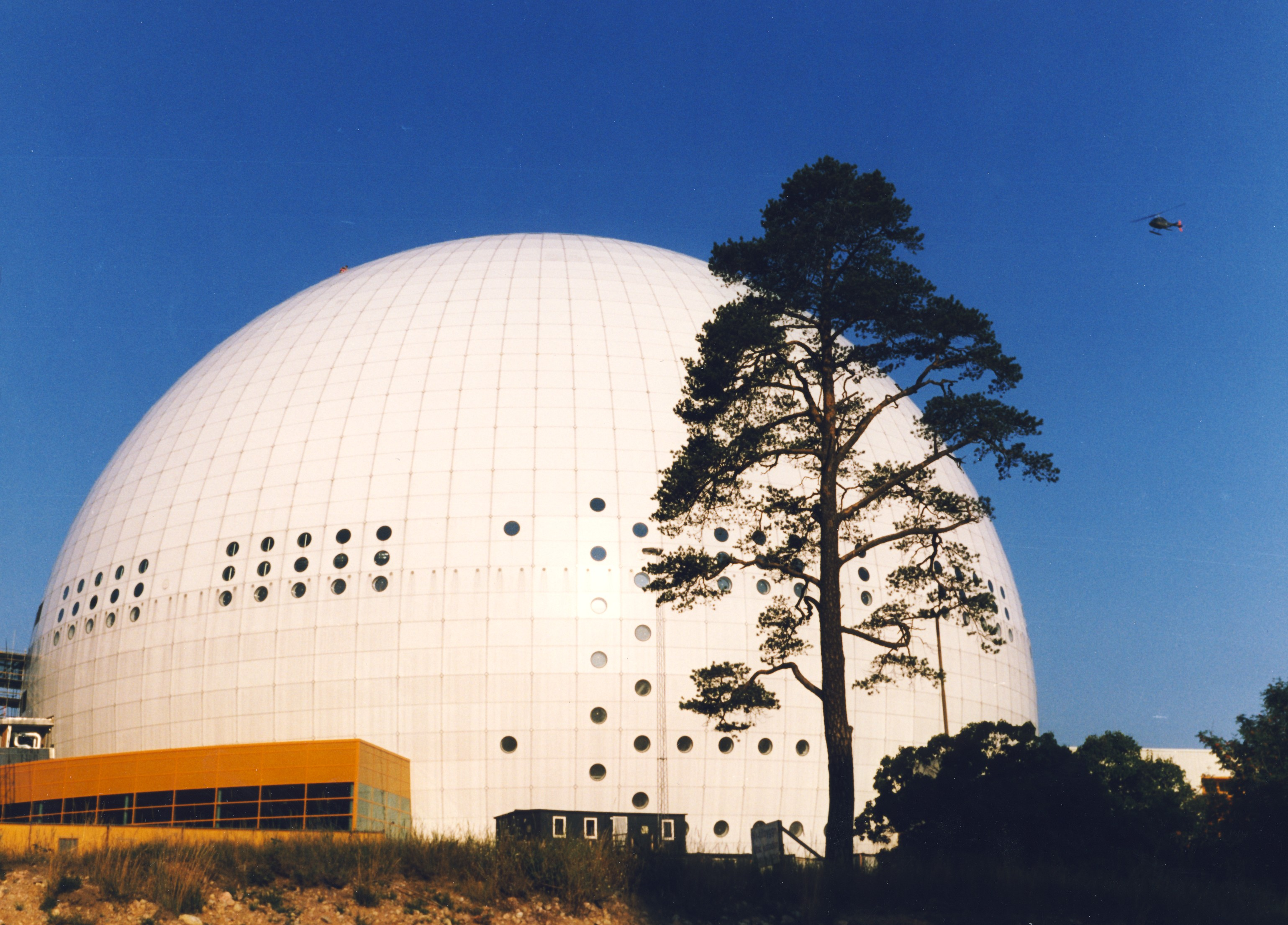
Август 1988 года. Арена полностью построена

## Конструкция

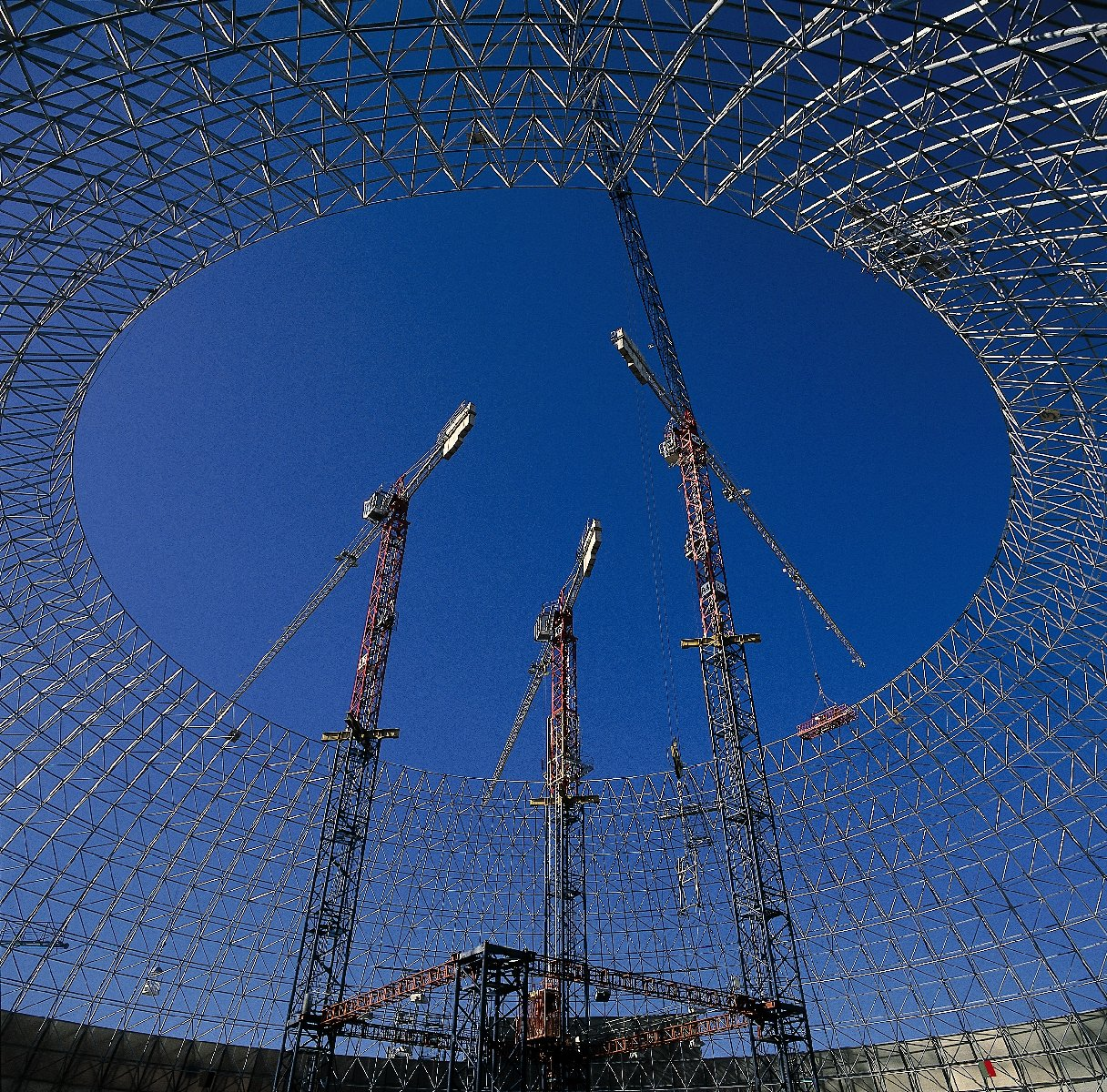
Каркас стадиона

Купол-сфера «Глобена» состоит из 48 изогнутых стальных колонн. Внутренняя оболочка сферы состоит из решётчатого алюминия, внешняя — из тонких металлических, покрытых белым лаком плит, толщиной 140 мм, выложенных ровно по алюминиевой решётке. Дополнительную поддержку хрупкому куполу оказывают трубы-столбы тоже из алюминия. Диаметр арены составляет 110 метров.

### Интерьер
Внутри арены располагается площадка, которая может использоваться как для игр в хоккей с шайбой, так и для концертов. В боковой пристройке есть место для небольших мероприятий.

### SkyView
В феврале 2010 года был открыт лифт на внешней южной стороне арены, перевозящий посетителей на вершину арены. SkyView состоит их двух гондол, каждая из которых может вместить до 16 человек, которые двигаются по двум параллельным дорожкам.

## События

### Спортивные

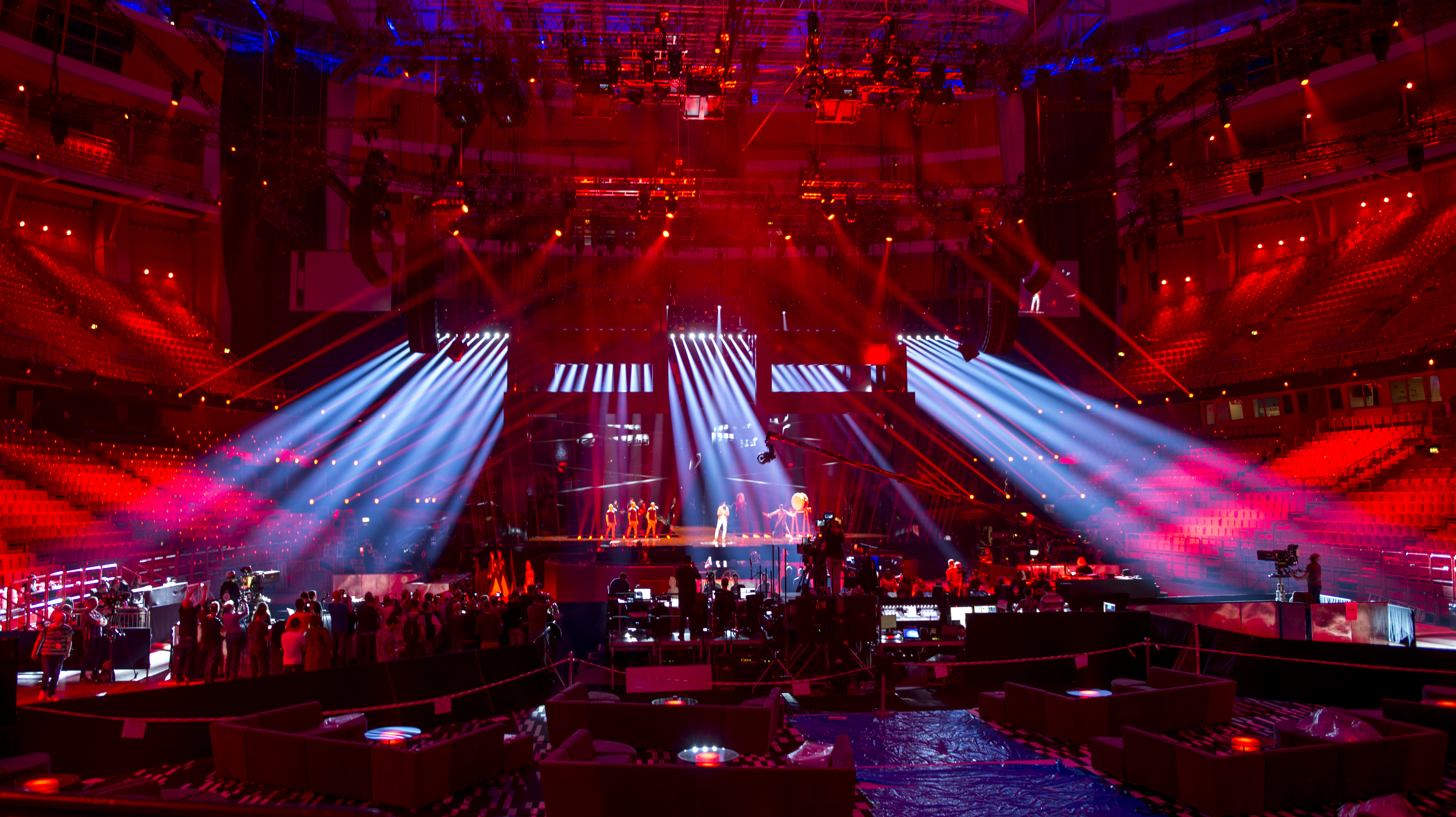
Арена во время конкурса песни «Евровидение-2016»

Арена принимала полностью или отдельные матчи таких турниров как:
- Чемпионат мира по хоккею с шайбой 1989,
- Чемпионат Европы по волейболу среди мужчин 1989,
- Чемпионат мира по хоккею с шайбой 1995,
- Кубок мира по хоккею с шайбой 1996,
- Чемпионат мира по флорболу среди мужчин 1996,
- Чемпионат Европы по гандболу среди мужчин 2002,
- Чемпионат Европы по баскетболу 2003,
- Кубок мира по хоккею с шайбой 2004,
- Чемпионат мира по флорболу среди мужчин 2006,
- Чемпионат мира по хоккею с шайбой 2012,
- Чемпионат мира по хоккею с шайбой 2013,
- Чемпионат Европы по фигурному катанию 2015,
- Чемпионат мира по фигурному катанию 2021,
- Чемпионат мира по хоккею с шайбой 2025.

Ежегодно на «Авичи-Арене» проходит Гран-при Стокгольма по лёгкой атлетике. В начале 2000-х годов на арене проходили матчи североамериканских хоккейных клубов против шведских команд. В сезонах 2008/09, 2009/10, 2010/11, 2011/12 на арене проходили вынесенные матчи регулярного сезона НХЛ.

### Киберспортивные
На арене прошли европейские финалы по StarCraft II, проводимые в рамках 2012 StarCraft II World Championship Series, а также PGL Stockholm Major 2021 по CS:GO.

### Музыкальные
В Эрикссон-Глоб проходили концерты таких всемирно известных музыкальных исполнителей, как Эминем, Шер, Леди Гага, Джастин Тимберлейк, Дженнифер Лопес, Бейонсе.
На арене состоялись конкурс песни «Евровидение-2000» и финалы «Мелодифестивалена» 1989 и 2002—2012 годов. 10, 12 и 14 мая 2016 года на «Эрикссон-Глоб» прошло «Евровидение-2016».

## Галерея

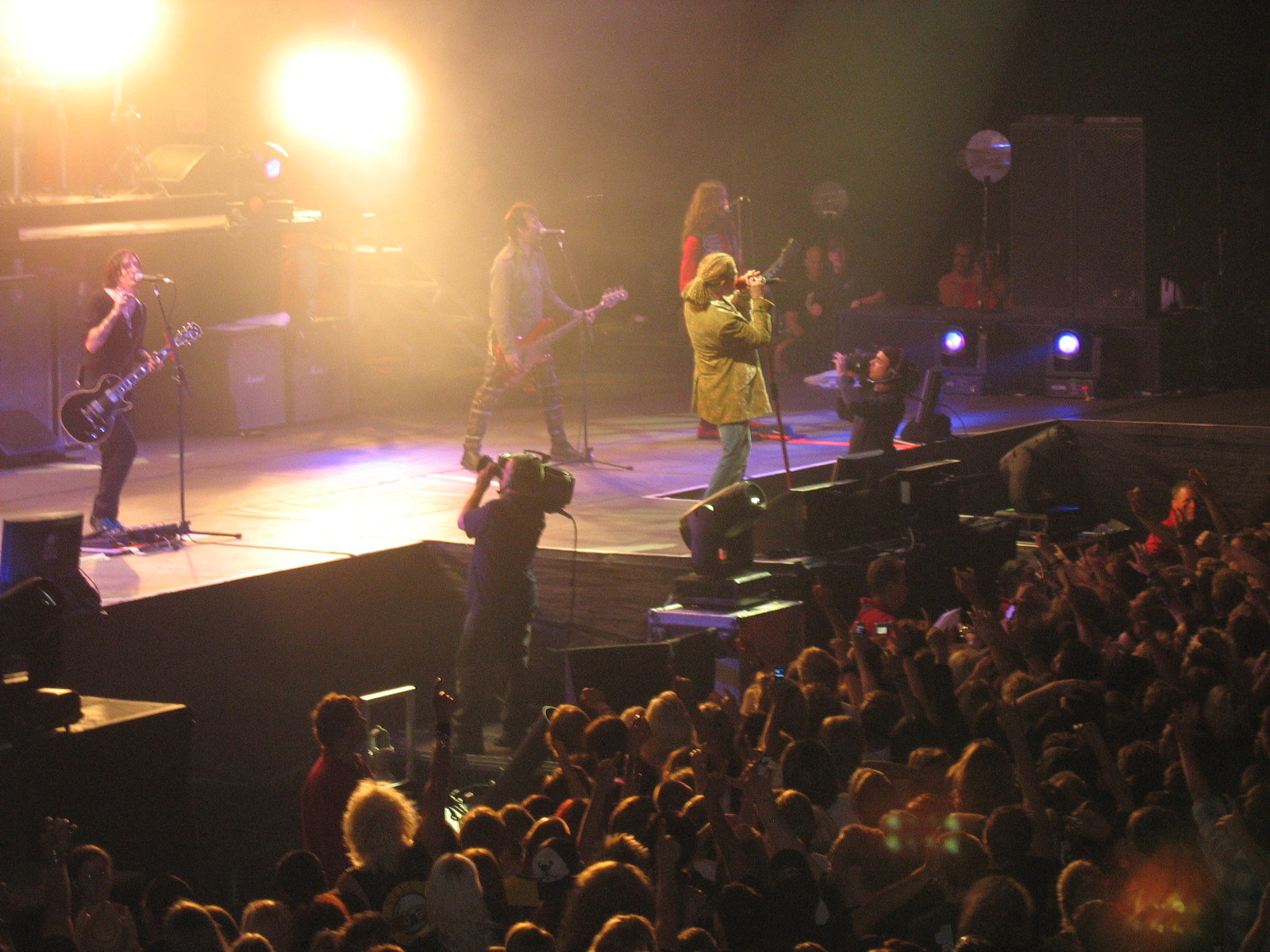
Концерт
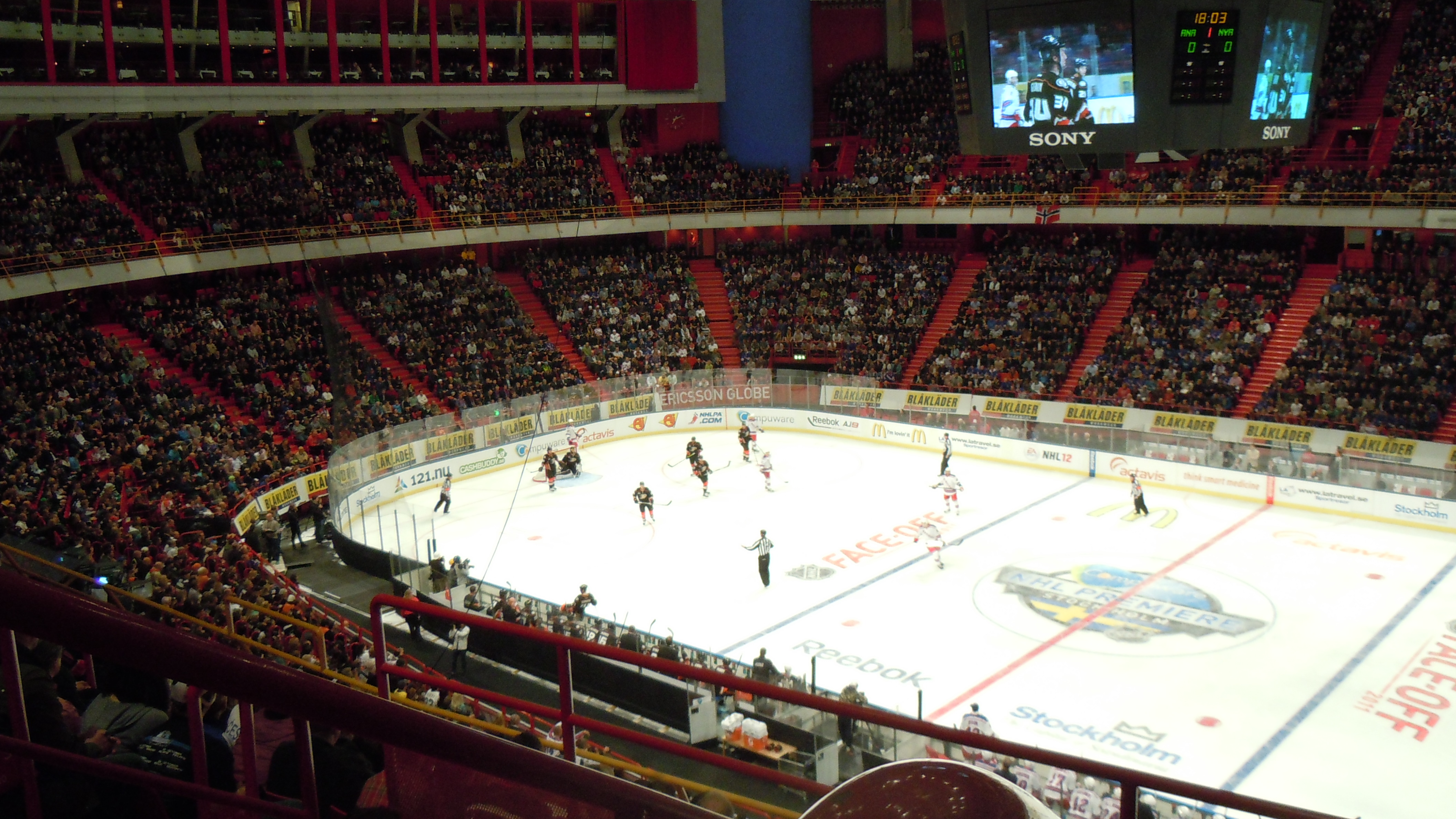
Хоккейный матч
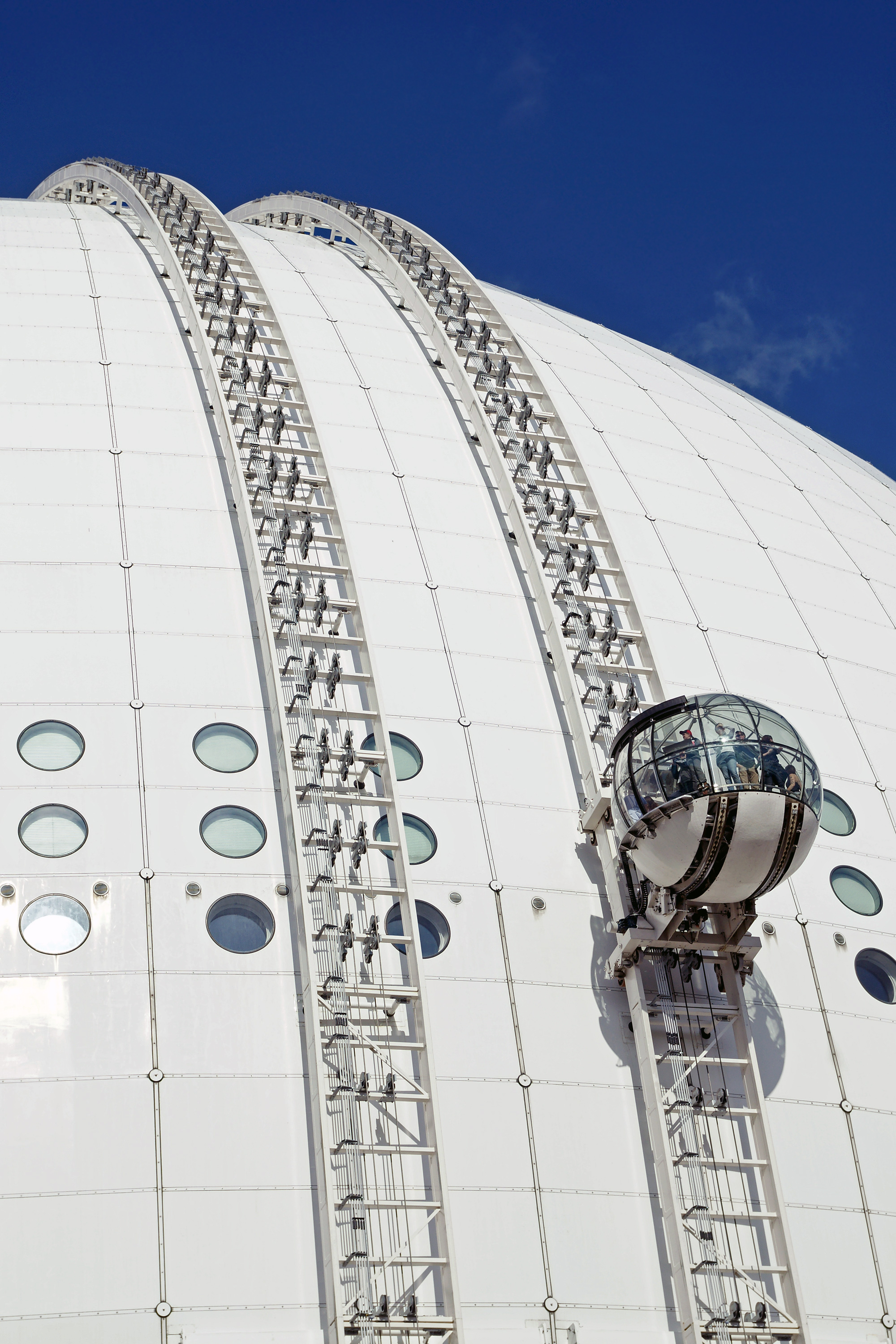
SkyView
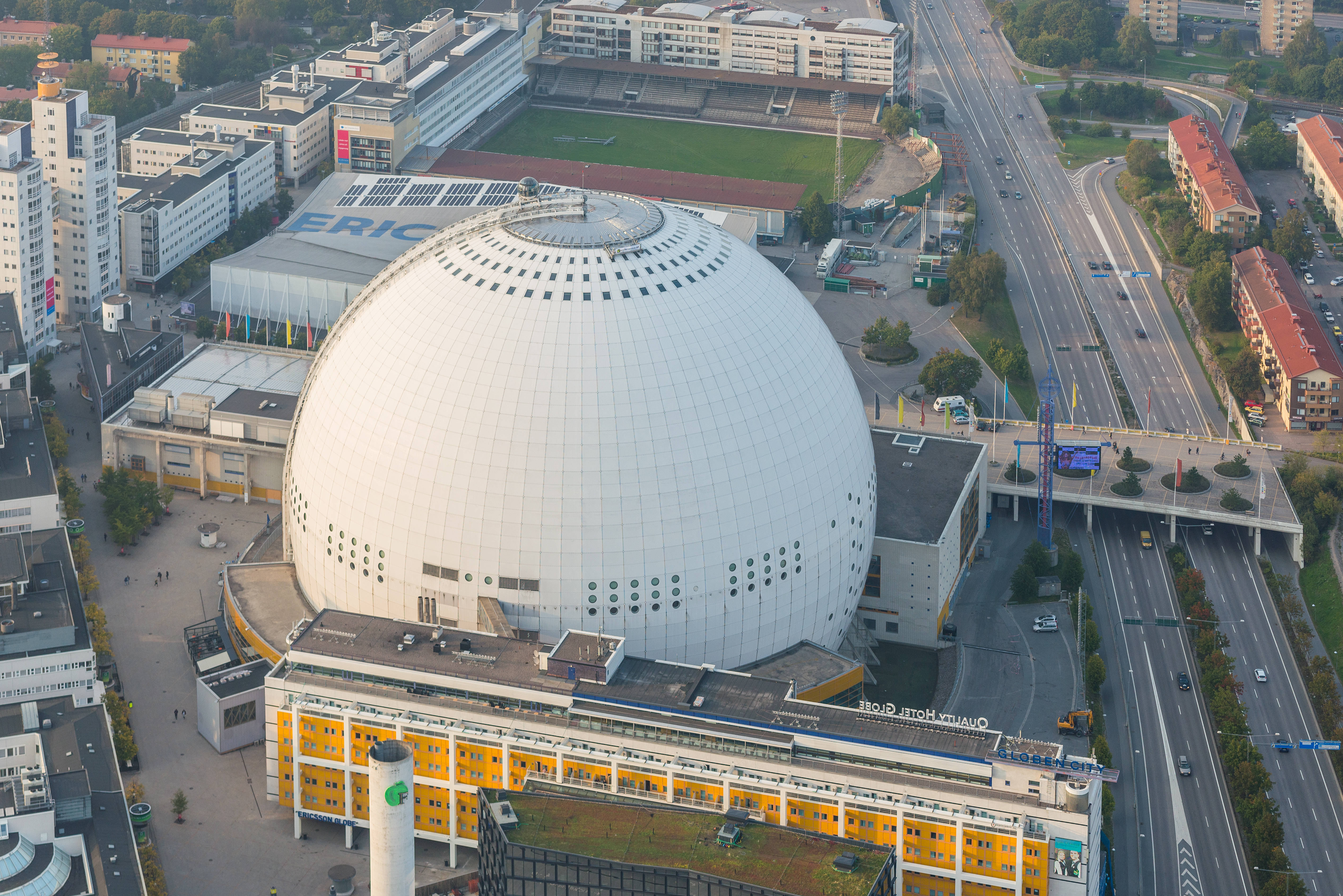
Арена в сентябре 2014 года
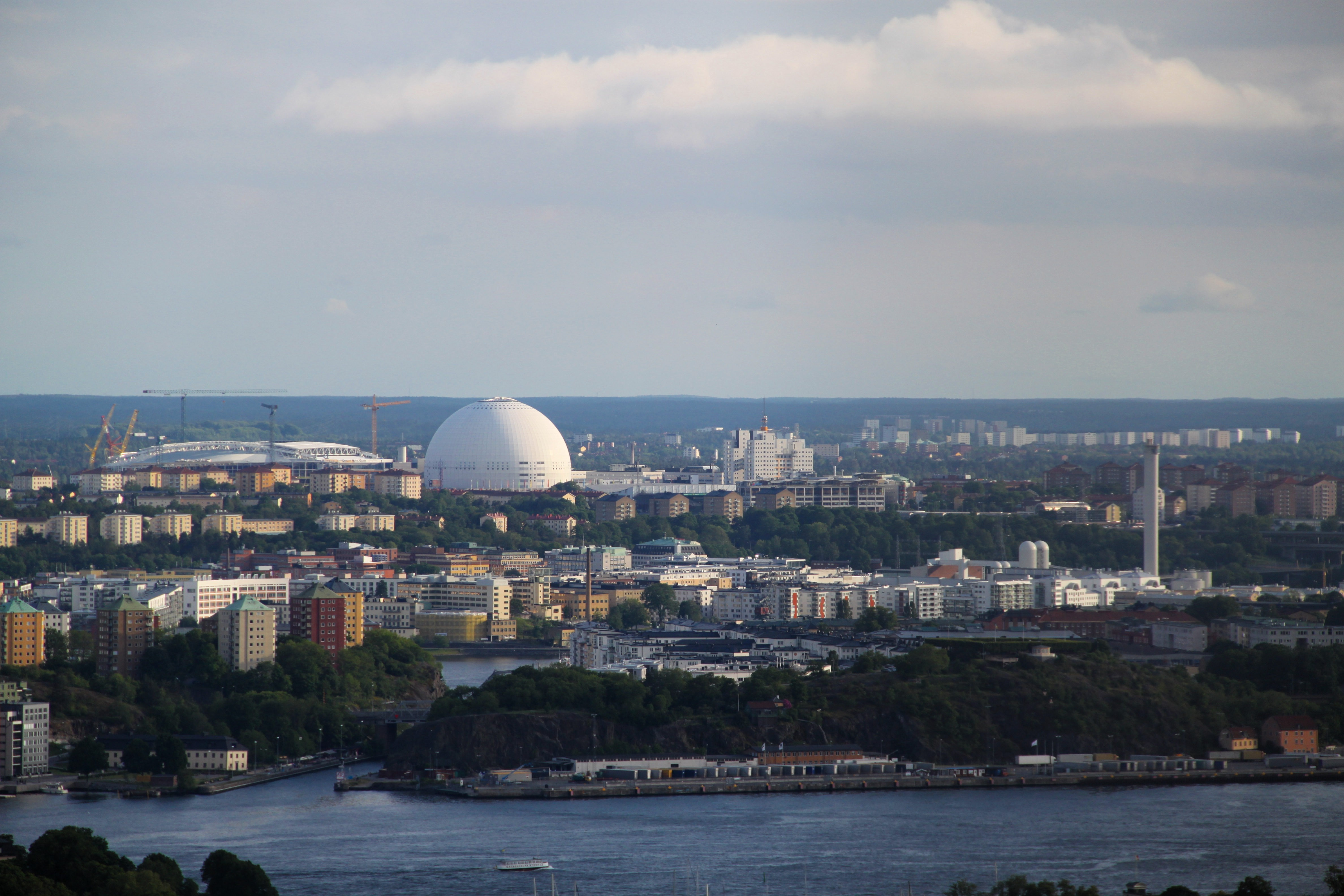
Окрестности «Эрикссон-Глоб»